# Montfort, Alpes-de-Haute-Provence
Montfort là một xã ở tỉnh Alpes-de-Haute-Provence, vùng Provence-Alpes-Côte d’Azur ở đông nam nước Pháp.